# Windows Server 2008
Windows Server 2008 is een besturingssysteem voor servers. Het is de opvolger van Windows Server 2003. Lange tijd was de codenaam Windows Longhorn Server, maar Microsoft heeft op de WinHEC aangekondigd dat deze versie Windows Server 2008 heet. Het zou oorspronkelijk uitkomen in de tweede helft van 2007, maar de lancering was vastgelegd op 27 februari 2008. Windows Server 2008 is voor servers wat Windows Vista voor zakelijke gebruikers en thuiscomputers is.
Dit is de laatste versie van Windows Server die zowel in 32-bits als 64-bits uitvoering beschikbaar is. De opvolger van Windows Server 2008 is Windows Server 2008 R2, die enkel in 64-bits uitvoering beschikbaar is.

## Server Core
Waarschijnlijk de meest opmerkelijke nieuwigheid van Windows Server 2008 is een nieuwe vorm van installatie met de naam Server Core. Dit is een aanzienlijk afgeslankte versie zonder Windows Explorer. Alle instellingen en onderhoud worden volledig via de commandoregel gedaan, of op afstand met Microsoft Management Console. Notepad en enkele onderdelen van het configuratiescherm, zoals Regionale Instellingen, kunnen wel gebruikt worden. Server Core bevat ook geen .NET Framework en geen Internet Explorer.
Server Core is alleen beschikbaar in de edities Standard, Enterprise en Datacenter.

## Uitgaven
De uitgaven zijn beschikbaar in zowel 32 bits of 64 bits. Er is ook een aparte versie voor de Itanium-processor.
- Windows Server 2008 Standard Edition
- Windows Server 2008 Enterprise Edition
- Windows Server 2008 Datacenter Edition
- Windows Web Server 2008
- Windows Storage Server 2008
- Windows Small Business Server 2008
- Windows Essential Business Server 2008

## Certificaten
Microsoft gebruikt de nieuwe opzet voor certificeringen:
- MCTS Voor verschillende groepen technologieën, zoals Active Directory, Netwerk Diensten, en Applicaties, bestaan er MCTS examens die focus leggen op de techniek.
- MCITP: Server Administrator Is een specialisatie gebaseerd op het operationeel beheer van Windows Server 2008 netwerken.
- MCITP: Enterprise Administrator Is een specialisatie gebaseerd op het ontwerp van Windows Server 2008 netwerken.

Het is een misverstand dat MCITP: Server Administrator en MCITP: Enterprise Administrator kwalificaties voor Windows Server 2008 overeenkomen met de resp. MCSA- en MCSE- kwalificaties voor Windows 2000 Server en Windows Server 2003.